# Emmerske Sogn
Emmerske Sogn (bis 1. Oktober 2010: Emmerske Kirkedistrikt  (dt.: Kirchenbezirk) im Tønder Sogn) ist eine ehemalige Kirchspielsgemeinde (dän.: Sogn)
in Südschleswig im südlichen Dänemark. Bis zum 1. Oktober 2010 war sie lediglich ein Kirchenbezirk im Tønder Sogn. Als zu diesem Termin sämtliche Kirchenbezirke Dänemarks aufgelöst wurden, wurde sie ein selbständiges Sogn. Am 2. Dezember 2012 wurde sie wieder mit dem Tønder Sogn zusammengelegt.
Im Kirchspiel lebten am 1. Oktober 2012 177 Einwohner. Im Kirchspiel liegt das „Emmerske Bedehus“  (dt.: Emmerske Gebetshaus).

## Geschichte
Bis 1970 gehörte Tønder Sogn zur Harde Tønder, Højer og Lø Herred im damaligen Tønder Amt, danach zur Tønder Kommune im
Sønderjyllands Amt, die im Zuge der  Kommunalreform zum 1. Januar 2007 in der „neuen“
Tønder Kommune in der Region Syddanmark aufgegangen ist.